# حمد بن عبدالله آل ثانی
حمد بن عبدالله آل ثانی (به عربی: حمد بن عبدالله آل ثاني) (زاده ۱۸۹۶ دوحه) ولیعهد قطر از سال ۱۹۳۵ تا زمان مرگش در ۲۷ می ۱۹۴۸ بود.